# Латуза, Мануэль
Ма́нуэль Лату́за (нем. Manuel Latusa; род. 23 января 1984, Вена, Австрия) — австрийский хоккеист. Нападающий хоккейного клуба «Ред Булл» Зальцбург. Игрок сборной Австрии по хоккею с шайбой.

## Карьера
Мануэль Латуза — воспитанник хоккейного клуба «Вьенер». Дебют в профессиональном хоккее Латуза получил в сезоне 2000/01, выступая за «Клагенфурт». В следующем году перешёл в «Вена Кэпиталз». В сезоне 2005/06 в составе команды стал чемпионом Австрии. В 2007 году покинул команду, подписав контракт с зальцбургским «Ред Буллом». В 2010 году в составе «Ред Булла» стал обладателем Континентального кубка по хоккею с шайбой. 9 апреля 2003 года Латуза сыграл свой первый матч за сборную Австрии против команды Словакии.